# Pátria Amada
Pátria Amada is sinds 2002 het volkslied van Mozambique, het verving het Viva, Viva a FRELIMO dat de oude machthebber verheerlijkte en na de vrije verkiezingen niet meer van toepassing werd geacht. Beide liederen werden evenwel gecomponeerd door Justino Sigaulane Chemane.
| Portugees origineel | Nederlandse vertaling |
| Pátria Amada Na memória de África e do Mundo Pátria bela dos que ousaram lutar Moçambique, o teu nome é liberdade O Sol de Junho para sempre brilhará (2x) refrein: Moçambique nossa pátria gloriosa Pedra a pedra construindo um novo dia Milhões de braços, uma só força Oh pátria amada, vamos vencer (2x) Povo unido do Rovuma ao Maputo Colhe os frutos do combate pela paz Cresce o sonho ondulando na bandeira E vai lavrando na certeza do amanhã (2x) refrein (herhaling) Flores brotando do chão do teu suor Pelos montes, pelos rios, pelo mar Nó juramos por ti, oh Moçambique Nenhum tirano nos irá escravizar (2x) refrein (herhaling) | Geliefd vaderland In gedachten aan Afrika en de wereld Prachtig vaderland van hen die vochten! Mozambique, jouw naam is "vrijheid" Oh, junizon die eeuwig moge schijnen! (2x) refrein: Mozambique, ons glorieuze vaderland Steen voor steen een nieuwe dag bouwend Miljoenen armen, één enkele kracht Oh geliefd vaderland, wij zullen zegevieren Verenigd volk, van Rovuma tot Maputo Oogst de vruchten van de vredesstrijd De droom groeit, de vlag wappert En werkt allen met de zekerheid van een toekomst (2x) refrein (herhaling) Bloemen bloeien op het veld van jouw zweet Op bergen, op rivieren en op de zee Wij zweren op jou, oh Mozambique Geen tiran zal ons tot slaven maken (2x) refrein (herhaling) |